# Chardonnay

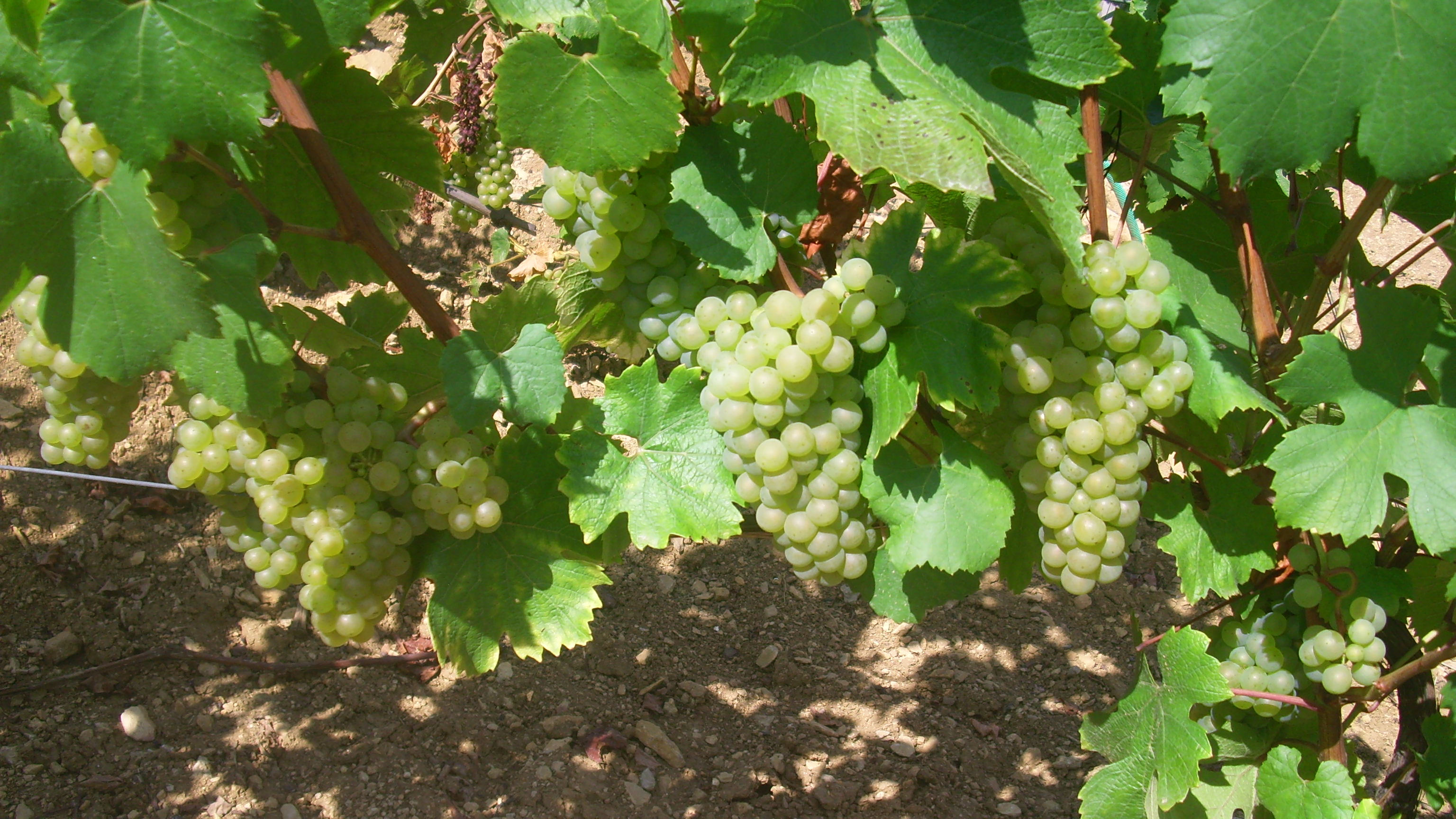
Chardonnay, Francie, Montagny-lès-Buxy

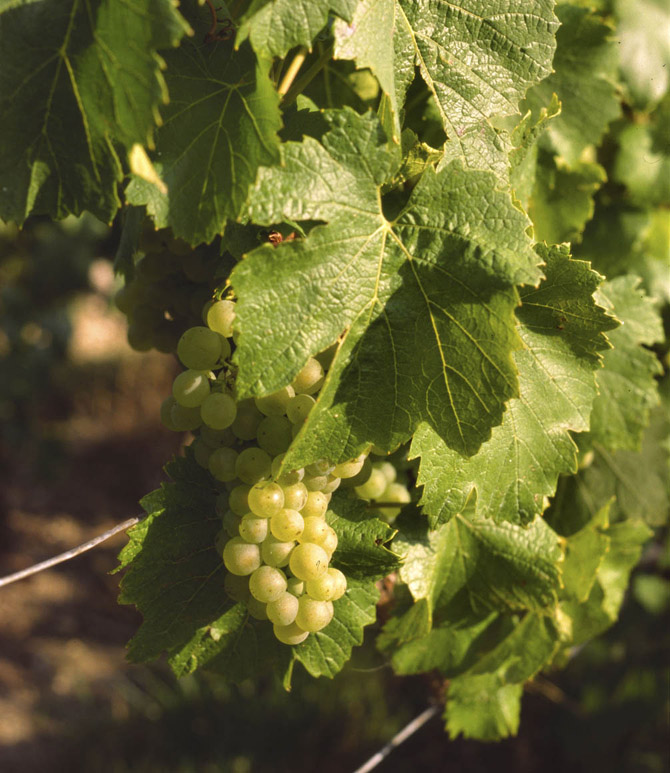
Chardonnay, Francie, Avize, region Champagne

Chardonnay (zkratka Ch, výslovnost [šardoné]) je starobylá moštová odrůda révy vinné (Vitis vinifera), určená k výrobě bílých vín, spontánní kříženec odrůd Pinot Noir a Gouais blanc. Pochází z francouzského vinařského regionu Burgundsko.

## Popis

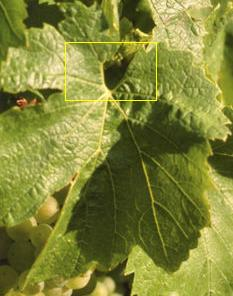
List odrůdy Chardonnay s typickým, žilnatinou ohraničeným řapíkovým výkrojem

Réva vinná (Vitis vinifera) odrůda Chardonnay je jednodomá dřevitá pnoucí liána dorůstající v kultuře až několika metrů. Kmen tloušťky až několik centimetrů je pokryt světlou borkou, která se loupe v pruzích. Úponky révy jsou krátké, umožňují této rostlině pnout se po pevných předmětech. Většinou znaků připomíná Chardonnay odrůdu Rulandské bílé. Růst je středně bujný až bujný s polovzpřímenými až vodorovnými letorosty. Vrcholky letorostů jsou světle zelené, středně silně bíle vlnatě ochmýřené, někdy slabě pigmentované antokyaniny, růžově skvrnité, s karmínovými okraji. Internodia a nodia jsou na zadní straně zelená s červenými pruhy, na osluněné straně takřka červená, skoro lysá, pupeny jsou silně pigmentované antokyaniny. Mladé lístky jsou takřka bez pigmentace antokyaniny, žlutozelené, zprvu se šedivým, později se zlatavým nádechem, až nakonec jsou zelené s bronzovým nádechem, zpočátku pavučinovitě ochmýřené, později skoro lysé. Jednoleté réví je eliptického průřezu, rýhované, tmavě hnědé.
List je středně velký, tvar čepele je pětiúhelníkový až okrouhlý, list je celokrajný, tedy nečleněný, bez vyznačených laloků až tří-, vzácněji pětilaločnatý s mělkými až středně hlubokými, otevřenými horními bočními výkroji, které jsou lyrovité s oblým dnem. Vrchní strana čepele listu je tmavozelená, lesklá, středně puchýřnatá, zvlněná, jemně chloupkatá, spodní strana je hustěji chloupkatá. Výkrojek řapíku je u dospělého listu na obou stranách ohraničený žilnatinou, je ve tvaru U až lyrovitý, většinou otevřený s oblým dnem. Žilnatina listu v oblasti napojení řapíku je velmi slabě pigmentovaná antokyaniny. Řapíky listů jsou kratší či stejně dlouhé, jako medián listu. Listy na podzim citronově žloutnou.
Oboupohlavní pětičetné květy v hroznovitých květenstvích jsou žlutozelené, samosprašné. Plodem je malá až středně velká (12–16 mm, 1,3 g), kulatá bobule nestejnoměrné velikosti, s tenkou, slabě až průměrně ojíněnou slupkou. Barva bobule je žlutozelená, líčko je zlaté, na osluněné straně jsou řídké malé tečky. Dužina je měkká, řídká a šťavnatá, nezbarvená, sladké, neutrální chuti, s 2–3 semeny. Stopečky bobulí jsou středně dlouhé, obtížně oddělitelné. Hrozen je malý až středně velký (11–13 × 8–10 mm, 90–100 g), středně hustý až hustý, válcovitě-kuželovitý, nevětvený, s relativně krátkou, průměrně lignifikovanou stopkou.

## Původ a rozšíření
Chardonnay je moštová odrůda vinné révy (Vitis vinifera), spontánní kříženec odrůd Pinot a Gouais Blanc. Pochází z francouzského vinařského regionu Burgundsko. Dlouho se předpokládalo, že je odrůda Chardonnay identická s odrůdou Rulandské bílé (Pinot Blanc), později byla považována za mutaci této odrůdy. Proto se ve Francii jmenovala Pinot Chardonnay. Roku 1896, na vinařském kongresu v Chalon, byly odrůdy světoznámá stejnojmenná vína a Rulandské bílé vyhlášeny za samostatné.
V současné době patří Chardonnay mezi módní bílé odrůdy a spolu s odrůdami Sauvignon a Ryzlink rýnský nepochybně dává jedna z nejkvalitnějších bílých vín světa. Není sice nejrozšířenější odrůdou co do osazených ploch vinic, ale rozhodně vede v počtu vinařských regionů. Je až s podivem, kde všude se Chardonnay pěstuje. Mimo Francii byla odrůda roku 2007 pěstována především v USA, na 44.500 hektarech, hlavně ve státech Kalifornie, Oregon a Washington, pouze Kalifornie produkuje ročně přes 500 milionů lahví vína této odrůdy. Dále ji najdeme v Austrálii na 32.150 ha, v Itálii na 11.800 ha, v Moldavsku na 10.000 ha, v Jihoafrické republice na 8.230 ha, v Chile na 8.548 ha, v Argentině na 5.150 ha, na Novém Zélandu na 3.800 ha, v Německu na 1.120 ha, na celém světě byla roku 2010 pěstována na cca 175.000 ha, v jejím rozšiřování nezaostávají ani v Izraeli, ve státech Jižní Ameriky, ba i v Indii a v Číně.
Ve Francii bylo Chardonnay roku 2008 pěstováno na 42.017 hektarech vinic, registrováno je zde 31 klonů. Je hlavní bílou odrůdou burgundské oblasti AOC Chablis, kde dává na těžkých vápenitých kimeridžských jílech světoznámá stejnojmenná vína. Výborně se ji daří též v AOC Cote de Beaune, slavné apelace, jako Cotton-Charlemagne, Meursault, Puligny-Montrachet, Chassagne-Montrachet, Pouilly-Fuissé či St-Véran znějí každému milovníku bílého burgundského velmi lákavě. Na křídových půdách oblasti AOC Champagne tvoří odrůda složku šampaňských vín. Dále ji najdeme v oblastech Beaujolais, Alsasko, Savojsko, Touraine, tvoří například součást cuvée vín AOC Bourgogne, Saumur, Orléans, Touraine, Vins du haut Poitou, Vins du Thouarsais atd.
U nás se Chardonnay od nepaměti pěstovalo ve smíšených výsadbách s odrůdou Rulandské bílé, dnes obě odrůdy najdeme ve vinicích většinou samostatně, nejhojněji v podoblastech Mikulovské a Slovácké. Do Státní odrůdové knihy České republiky byla odrůda zapsána v roce 1987, od té doby je registrovanou odrůdou i v SR. Podíl vinic v ČR roku 1999 činil 1,7 %, roku 2010 již 4,5 %, roku 2007 byla vysazena na 727 ha. Průměrné stáří vinic roku 2010 činilo 12 let. Ve skladbě nově vysazovaných vinic v letech 2001–2004 je Chardonnay osmou odrůdou. Na Slovensku roku 2007 tvořila 1,14 % plochy vinic, byla vysazena na 213,5 ha. Udržovateli odrůdy v ČR je Ampelos, Šlechtitelská stanice vinařská Znojmo, a.s., Ing. Alois Tománek, Ing. Miloš Michlovský, CSc., Šlechtitelská stanice vinařská Polešovice a ŠSV Velké Pavlovice.

## Mutace odrůdyChardonnay
Mutace této odrůdy jsou dnes již většinou považované za samostatné odrůdy. Řadí se mezi ně Chardonnay Blanc Musqué, moštová odrůda s jemnou muškátovou chutí dužiny bobulí i z nich vyrobeného vína, Chardonnay Rosé a Chardonnay Noir.

## Příbuzné odrůdy
Do skupiny odrůd Pinot jsou řazeny vedle odrůd Pinot Blanc (Rulandské bílé), Pinot Gris (Rulandské šedé) a Pinot Noir (Rulandské modré) dále ještě odrůdy Pinot Meunier (Mlynářka), Pinot Précoce Noir (Jakubské), Auxerrois Blanc a Chardonnay se všemi mutacemi těchto odrůd. Na Novém Zélandu je registrována ještě odrůda Pinot Blanc Hatif, která je, dle názvu, ranějšího zrání než odrůda Rulandské bílé.

## Název
Název odrůdy je odvozen od názvu obce Chardonnay, nacházející se v Burgundsku, v departementu Saône-et-Loire na východě Francie. Termín samotný má původ v latinském „Cardonnacum“, v překladu „území ve vlastnictví muže jménem Cardus“ a vznikl někdy koncem Římského období. Zároveň ovšem také znamená „místo, zarostlé bodláky“. Oblast Mâconnais, kde leží obec Chardonnay, tak může být místem, odkud se odrůda rozšířila do celého světa, i když někteří ampelografové označují za místo původu odrůdy (též burgundskou) oblast Chablis.
Další, lokálně používaná synonyma odrůdy jsou : Шардоне, Пино Шардоне, Нуарьен блан, Вейсер Клевнер, Мориллон, Вейс едлер (vše Rusko), Arboisier, Arnaison, A. Blanc, Aubain, Aubaine (Burgundsko), Auvergnat Blanc, Auvernas, A. Blanc, Auvernat Blanc, Auxeras, A. Blanc, Auxerras, Auxerrois Blanc, Auvernat, A. Blanc, Auxeras, Auxerras Blanc, Auxois, Auxerrois Blanc (mylně), Auxois, A. blanc, Bargeois Blanc, Beaunois (Burgundsko), Biela Klevanjika, Blanc de Champagne, B. de Cramant, Breisgauer Süßling, Burgundi Feher, Chablis, Chardenai, Chardenay, Chardenei, Chardennet, Chardonnay Blanc (název dle VIVC), Chardonnet, Chatenait, Chatey Petit, Chatte, Chaudenay, Chaudenet, Chaudent, Clävner', Clevner Weiß, Cravner, Epinette, E. Blanc, E. Blanche, E. de Champagne, Ericey Blanc, Fehér Burgundi, F. Chardonnay, Feinburgunder, Gamay Blanc (mylně), Gelber Burgunder, G. Weißburgunder, Gentil Blanc, Große Bourgogne, Klawner, Klevanjka Biela, Klevner, Lahntraube (Německo), Lisant, Luisant, Luizannais, Luizant, Luzannois, Mâconnais, Maurillon Blanc, Melon Blanc, M. d'Arbois, Moreau Blanc, Morillon (Rakousko-Štýrsko), M. Blanc, Moulon, Noirien Blanc, Obaideh (arabsky), Petit Chatey, Petite Sainte-Marie, Pineau Blanc, P. Blanc Chardonnay, Pino Sardone, Pino Shardone, Pinot Blanc Chardonnay, P. B. a Cramant, P. Chardonnay, P. de Bourgogne, P. Giallo, P. Blanc, Plant de Tonnerre, Romère, Romeret, Roučí Bílé, Rousseau, Roussot, Ruländer Weiß, Sainte Marie Petite, Sardone, Shardone (Rusko), Shardonne, Später Weißburgunder, Weiß Clevner, W. Edler, W. Klewner, W. Silber, Weißer Clevner (Alsasko), W. Ruländer.

## Pěstování
Letorosty vyzrávají dobře, z 90 %, plodnost dřeva je nízká, 40 %. Odrůda je náchylná ke sprchávání, zejména v zahuštěných výsadbách. Proti poškození mrazy je středně odolná, jarní mrazíky ji také někdy ohrožují. Pro hlinité půdy jsou vhodné podnože SO-4 a T 5C, pro půdy nižší bonity a velké tvary je vhodnější K 5BB. Odrůdě vyhovuje jak střední tak i vysoké vedení s řezem na delší tažně. Výnos je středně vysoký, 9 až 12 t/ha při cukernatosti 16 až 23 °NM a aciditě 8–12 g/l. Při středním výnosu a dobrém ročníku lze očekávat vysoce jakostní sklizně vhodné k produkci výběrových vín. Důležité je načasování sklizně, jelikož při dozrávání hrozny ztrácí poměrně rychle kyseliny, a naopak se zvyšuje hladina cukrů.

### Fenologie
Vegetační cyklus odrůdy trvá 138–140 dní při sumě aktivních teplot 27–28 °C. Rašení je spíše rané, doba květu je raná. Sklizňová zralost začíná v druhé polovině září až počátkem října.

### Choroby a škůdci
Proti napadení houbovými chorobami je odrůda méně odolná, ohrožuje ji plíseň révová (Plasmopara viticola) i padlí révové (Uncinula necator), v deštivém počasí též plíseň šedá (Botrytis cinerea).

### Poloha a půdy
Odrůdě se daří v mnohem širší škále klimatických a půdních podmínek než většině ostatních odrůd, její náročnost na stanoviště a půdu je podobná, jako u  Rulandského bílého. Ideální jsou svahovité pozemky s velmi dobrou expozicí k slunečnímu záření. Dobře prospívá ve výhřevných, teplých, hlinitých půdách, ale i v půdách lehčích, kamenitých, pokud jsou dostatečně hluboké, s vyšším obsahem vápníku a s dostatečnou vododržností, ne však převlhčené. Chardonnay prosperuje na vhodném křídovém či vápencovém podloží, bujně roste a vysoce plodí.

## Víno

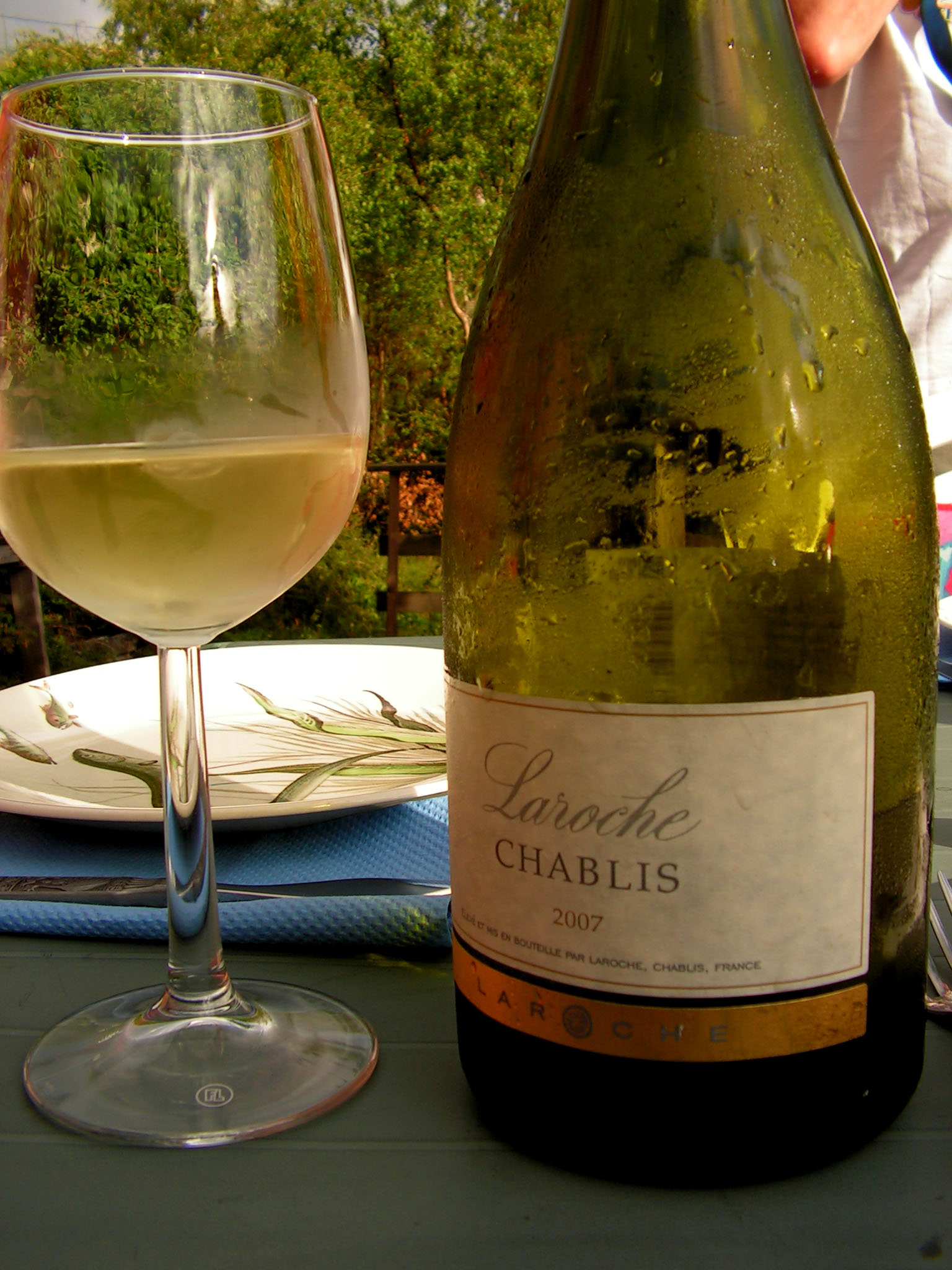
Láhev Chablis se sklenkou vína

„Chardonnay revoluce“ proběhla v 70. a 80. letech 20. století a její dozvuky stále pozorujeme. Magické pojmenování odrůdy si patrně nejdříve získalo obchodně lehce zmanipulovatelného amerického konzumenta, který vyvolal celosvětovou „chardonnaymanii“. Většina konzumentů v supermarketech ochotně natáhne ruku po láhvi s nápisem „Chardonnay“, aniž často vůbec vědí, že se jedná o odrůdu révy.[zdroj?] Chardonnay se po celém světě stalo symbolem snadno pitelného bílého vína s jemně ovocitým aromatem.
Neznamená to však, že by to nebyla skvělá odrůda. Nejen skvělá, ale i vděčná a univerzální. Neposkytuje pouze prvotřídní suchá tichá vína, vhodná i na barikové zušlechťování, ale je i vhodnou odrůdou na výrobu šumivých vín (jako složka cuvées). Neutrální charakter odrůdových vín je předurčuje nejen k barikování, ale i ke kupážování s jinými odrůdami. Chardonnay se opravdu náramně daří ve směsích s odrůdami Sémillon, Chenin Blanc, Colombard či Pinot Blanc. Také jablečno-mléčná fermentace Chardonnay prospívá.
Pro kvalitu vín odrůdy Chardonnay je důležité, aby se vždy zpracovávaly hrozny dobře vyzrálé, převážně na suché víno s vyšším obsahem alkoholu. Vyšší obsah zbytkového cukru chuť vína často nepříjemně rozšiřuje. Barva vín bývá světle žlutá, zelenožlutá až nazlátlá. Vůně intenzivní, plná, harmonická, chuť plná, dlouho doznívající, jemně kořenitá, s elegantní kyselinou, minerální až křemenná. Ve vůni a chuti můžeme hledat zelené jablko, hrušku, citrusové plody, kdoule, broskev, mango, papáju, cassis, banán, třešně, moruše, meloun, ananas, pomerančovou marmeládu, smetanu, máslo, med, akátový a pomerančový květ, plátky růží, fialky, karamel, skořici, lékořici, lískový oříšek, (pražené) mandle, ocelové tóny, minerály, vanilku, toastování. Při vyšších přívlastkových kvalitách se objevuje tropické ovoce, negativní jsou však jakékoli připálené tóny, které jsou způsobené sběrem v nevhodné aromatické zralosti.
Odrůda dává vzniknout špičkovým i podprůměrným vínům, ctí terroir, své specifické prostředí. Výraz vína se mění podle klimatických a půdních podmínek. Chardonnay ze severnějších poloh může být čisté a spíše neutrální, v chuti minerální až ocelové s tóny zelených jablek a citrusů, s výraznou kyselinkou. Pokud hrozny vyzrají opravdu dobře, projevuje se vůní zralých hrušek, květů akátu a grepu. Na těžkých půdách mají vína minerální charakter a někdy zelené tóny ve vůni. K optimální zralosti takových vín dochází až po 8 až 10 letech. Z teplých oblastí získává tropické tóny, především mango, banán, ananas, broskev a meloun, někdy i smetanu, med a karamel. V chuti se pak tyto vjemy potvrzují, navíc dominuje plnost s krémovým a máslovým pocitem na patře. Nejlepší vína mají vyváženou kyselinu a hutnou až olejovitou konzistenci s máslovitým závěrem. Taková vína obecně stárnou rychleji a optimum jejich zralosti bývá dosaženo po 3 až 5 letech zrání v láhvi. Při výrobě vína v malých dubových sudech typu barrique vystupuje též aroma podle stupně vypálení vnitřních stěn sudu (toastování), víno získává vanilkové až hřebíčkové tóny. Nebezpečí číhá v přehnaném barikování, kdy jsou sudy vypáleny do vyššího stupně a aroma se mění v kouřové až spálené a silně pak dominuje vínu. Proto barikování musí být opatrné. Pouze jemný dotek sudu dodá to správné vanilkové aroma, které podpoří ovocné složky vína.
Příkladem excelentního projevu místních podmínek může být Chablis. Jeho mineralita a ocelová příchuť není napodobitelná nikde jinde na světě. Zásluhu na tom má především půda kimmeridžského vápence a chladnější klima. Odrůda také naplno dozrává na jihu Francie, v oblasti Languedoc, kde se často podobá vínům z Nového světa. V Itálii se pěstuje nejčastěji na severu, ve Španělsku se nejlépe projevuje v oblasti Somontano. Samozřejmě se jí daří ve střední a jižní Evropě, například u nás, dále v Rakousku, na Slovensku, v Maďarsku, Slovinsku, Bulharsku a Moldávii. V Rumunsku a na Novém Zélandu se vyrábí verze botrytického, přírodně sladkého vína. V Kalifornii se Chardonnay produkuje ve velkém. Většina vinic je situována v oblastech Napa a Sonoma, vína mají v chuti výraz tropického ovoce s dotekem vanilky z nového dřeva. V 70. letech nastala exploze vín Chardonnay v Austrálii. Pravidlem byla těžká, viskózní vína se silnou dřevitou chutí a vysokým obsahem alkoholu. To se změnilo, australská vína jdou spíše do citrusů a nektarinek, především v chladnějších oblastech, jako Adelaide Hills nebo Geelong. V Chile se začalo Chardonnay více vysazovat až od 90. let a spousta slunce spolu s vyššími polohami mu náramně svědčí. Dokonce i JAR si odrůdu oblíbila; nejvíce osázeny jsou regiony Robertson, Stellenbosch a Worcester. Často tam nechají víno kvasit v dubovém sudu, což vůni vanilky mnohem lépe zapracuje do těla.
Chardonnay je také základní surovinou pro výrobu špičkových šumivých vín, nejen v oblasti Champagne, kde tvoří asi jednu třetinu ploch vinic. Odrůdová vína z oblasti Champagne se na etiketě označují slovy „Blanc de Blancs“. Do kupáží s odrůdou Chardonnay jsou v této oblasti povoleny odrůdy Pinot Meunier a Pinot Noir.
Ve výčtu mnohostrannosti můžeme pokračovat dále; vždyť také nejlepší ledová, slámová či botrytická vína pocházejí právě z této odrůdy. Víno z Chardonnay není předurčeno pro mnohaleté zrání, ale naproti tomu např. nejlepší burgundská zvládnou bez vady na kráse 10–30 let zrání. Běžně Chardonnay konzumujeme do 5 let po sklizni.

### Stolování
V gastronomii lze vína kombinovat s rybami, mořskými plody, bílým masem a těstovinami, hodí se k měkkým sýrům s bílou plísní, paštikám a bílým omáčkám. Dobře doplňuje hustší polévky, pokrmy s bílým masem a smetanové omáčky.
Zejména pstruh na másle je v kombinaci s Chardonnay jedinečný. Základní Chardonnay „Petit Chablis“, mnohdy nazývané ústřicové víno, se hodí k stejnojmennému pokrmu, který nechybí na žádné francouzské štědrovečerní tabuli. Plnější vína jsou vhodná v kombinaci s mírně upraveným hovězím a vepřovým masem. Vyzrálé přívlastkové víno k bažantovi a k divočině.

### Multimédia
- Ing. Radek Sotolář : Multimediální atlas podnožových, moštových a stolních odrůd révy, Mendelova zemědělská a lesnická universita Brno, zahradnická fakulta v Lednici
- Martin Šimek : Encyklopédie všemožnejch odrůd révy vinné z celýho světa s přihlédnutím k těm, co již ouplně vymizely, 2008–2012